# Кастелно д'Од
Кастелно д'Од (фр. Castelnau-d'Aude) насеље је и општина у јужној Француској у региону Лангдок-Русијон, у департману Од која припада префектури Нарбон.
По подацима из 2011. године у општини је живело 470 становника, а густина насељености је износила 63,69 становника/km². Општина се простире на површини од 7,38 km². Налази се на средњој надморској висини од 67 метара (максималној 121 m, а минималној 39 m).

## Демографија
| 1962. | 1968. | 1975. | 1982. | 1990. | 1999. | 2011. |
| ----- | ----- | ----- | ----- | ----- | ----- | ----- |
| 299   | 338   | 315   | 289   | 335   | 362   | 470   |

График промене броја становника у току последњих година